# Międzynarodowa Agencja Energii Odnawialnej
Międzynarodowa Agencja Energii Odnawialnej (ang. International Renewable Energy Agency, IRENA) – organizacja międzyrządowa mająca na celu promowanie wykorzystywania energii odnawialnej. Założona przez 75 państw, w tym Polskę, na konferencji międzyrządowej w Bonn 26 stycznia 2009 roku. Sygnatariuszami Statutu IRENA jest 148 państw oraz Unia Europejska, z czego 74 państwa i UE zakończyły już procedurę ratyfikacji (stan na 22 czerwca 2011 roku). Depozytariuszem Statutu jest rząd Republiki Federalnej Niemiec (art. XX pkt A Statutu). Wejście w życie Statutu nastąpiło 30 dni po złożeniu instrumentu ratyfikacji przez dwudzieste piąte państwo (art. XIX pkt D Statutu), czyli 8 lipca 2010 roku.
Obecnie organizacja ma siedzibę w mieście Abu Zabi, które 5 kwietnia 2011 zostało wyznaczone jako stała siedziba agencji.

## Postulaty utworzenia IRENA
Po raz pierwszy idea utworzenia specjalistycznej agencji zajmującej się rozwojem energetyki odnawialnej została wysunięta podczas konferencji ONZ w Nairobi w 1981 r. Od lat 80. idea była szczególnie mocno promowana przez polityka niemieckiej SPD, Hermanna Scheera, który w 1990 r. przekonał do pomysłu rząd Austrii, a później także rząd Niemiec. Zdaniem Scheera energetyka odnawialna zasługiwała na co najmniej takie wsparcie jakiego energetyce jądrowej udziela MAEA.

## IRENA a Polska
Polska należała do pierwszych 75 sygnatariuszy Statutu IRENA. Ustawa zezwalająca na ratyfikację Statutu została uchwalona przez Sejm 19 listopada 2009 roku, opublikowana w Dzienniku Ustaw 18 stycznia 2010 roku i weszła w życie z dniem 3 lutego 2010 roku (Dz.U. z 2010 r. nr 7, poz. 41). Po ratyfikowaniu Statutu przez Prezydenta Rzeczypospolitej 23 lutego 2010 roku, Polska 5 kwietnia tegoż roku złożyła u depozytariusza instrument ratyfikacji. 2 listopada 2010 roku Statut został opublikowany w Dzienniku Ustaw (Dz.U. z 2010 r. nr 203, poz. 1345).